# Матч СССР — США по лёгкой атлетике 1964
Матч СССР — США по лёгкой атлетике 1964 года прошёл в Лос-Анджелесе 25—26 июля и окончился со счётом 156:187 в пользу сборной США. Советская команда впервые проиграла в общем зачете.

## Результаты

### Общий зачёт
|         | СССР | США |
| ------- | ---- | --- |
| Мужчины | 97   | 139 |
| Женщины | 59   | 48  |
| Всего   | 156  | 187 |

### Личный зачёт

#### 100 метров
| Мужчины | Мужчины    | Мужчины   | Женщины | Женщины        | Женщины   |
| Место   | Спортсмен  | Результат | Место   | Спортсменка    | Результат |
| ------- | ---------- | --------- | ------- | -------------- | --------- |
| 1       | Генри Карр | 10,3      | 1       | Эдит Мак-Гуайр | 11,5      |
| 2       |            |           | 2       |                |           |
| 3       |            |           | 3       |                |           |
| 4       |            |           | 4       |                |           |

#### 200 метров
| Мужчины | Мужчины    | Мужчины   | Женщины | Женщины        | Женщины   |
| Место   | Спортсмен  | Результат | Место   | Спортсменка    | Результат |
| ------- | ---------- | --------- | ------- | -------------- | --------- |
| 1       | Генри Карр | 20,5      | 1       | Эдит Мак-Гуайр | 23,3      |
| 2       |            |           | 2       |                |           |
| 3       |            |           | 3       |                |           |
| 4       |            |           | 4       |                |           |

#### 400 метров
| Место | Спортсмен    | Результат |
| ----- | ------------ | --------- |
| 1     | Майк Ларраби | 46,0      |
| 2     |              |           |
| 3     |              |           |
| 4     |              |           |

#### 800 метров
| Мужчины | Мужчины         | Мужчины   | Женщины | Женщины         | Женщины   |
| Место   | Спортсмен       | Результат | Место   | Спортсменка     | Результат |
| ------- | --------------- | --------- | ------- | --------------- | --------- |
| 1       | Джерри Зиберт   | 1.47,5    | 1       | Людмила Лысенко | 2.07,5    |
| 2       | Дарнелл Митчелл | 1.48,9    | 2       |                 |           |
| 3       | Рейн Тёлп       | 1.49,9    | 3       |                 |           |
| 4       | Абрам Кривошеев | 1.52,4    | 4       |                 |           |

#### 1500 метров
| Место | Спортсмен           | Результат |
| ----- | ------------------- | --------- |
| 1     | Джим Грелле         | 3.41,3    |
| 2     | Иван Белицкий       | 3.42,3    |
| 3     | Морган Грот         | 3.45,7    |
| 4     | Адольфас Алексеюнас | 3.52,0    |

#### 5000 метров
| Место | Спортсмен        | Результат |
| ----- | ---------------- | --------- |
| 1     | Роберт Шуль      | 14.12,4   |
| 2     | Билл Деллинджер  | 14.14,2   |
| 3     | Кестутис Орентас | 14.18,0   |
| 4     | Пётр Болотников  | 14.20,0   |

#### 10 000 метров
| Место | Спортсмен       | Результат |
| ----- | --------------- | --------- |
| 1     | Джерри Линдгрен | 29.17,6   |
| 2     | Леонид Иванов   | 29.39,8   |
| 3     | Николай Дутов   | 30.51,8   |
| 4     | Джон Гуткнехт   | 31.22,2   |

#### 4×100 метров
| Мужчины | Мужчины                                                        | Мужчины   | Женщины | Женщины | Женщины   |
| Место   | Команда                                                        | Результат | Место   | Команда | Результат |
| ------- | -------------------------------------------------------------- | --------- | ------- | ------- | --------- |
| 1       | Сборная                                                        | 39,4      | 1       | Сборная | 44,4      |
| 2       | Сборная Эдвин Озолин Амин Туяков Гусман Зубов Николай Политико | 39,8      | 2       | Сборная |           |

#### 4×400 метров
| Место | Команда | Результат |
| ----- | ------- | --------- |
| 1     | Сборная | 3.03,4    |
| 2     | Сборная |           |

#### 110/80 метров с барьерами
| Мужчины | Мужчины        | Мужчины   | Женщины | Женщины     | Женщины   |
| Место   | Спортсмен      | Результат | Место   | Спортсменка | Результат |
| ------- | -------------- | --------- | ------- | ----------- | --------- |
| 1       | Блэйн Линдгрен | 13,6      | 1       | Ирина Пресс | 10,8      |
| 2       |                |           | 2       |             |           |
| 3       |                |           | 3       |             |           |
| 4       |                |           | 4       |             |           |

#### 400 метров с барьерами
| Место | Спортсмен    | Результат |
| ----- | ------------ | --------- |
| 1     | Уоррен Коули | 49,5      |
| 2     |              |           |
| 3     |              |           |
| 4     |              |           |

#### 3000 метров с препятствиями
| Место | Спортсмен  | Результат |
| ----- | ---------- | --------- |
| 1     | Джордж Янг | 8.42,1    |
| 2     |            |           |
| 3     |            |           |
| 4     |            |           |

#### Ходьба 20 км
| Место | Спортсмен           | Результат |
| ----- | ------------------- | --------- |
| 1     | Владимир Голубничий | 1:40.06,0 |
| 2     |                     |           |
| 3     |                     |           |
| 4     |                     |           |

#### Высота
| Мужчины | Мужчины         | Мужчины   | Женщины | Женщины       | Женщины   |
| Место   | Спортсмен       | Результат | Место   | Спортсменка   | Результат |
| ------- | --------------- | --------- | ------- | ------------- | --------- |
| 1       | Валерий Брумель | 2,23      | 1       | Э. Монтгомери | 1,71      |
| 2       |                 |           | 2       |               |           |
| 3       |                 |           | 3       |               |           |
| 4       |                 |           | 4       |               |           |

#### Шест
Установив рекорд СССР, Геннадий Близнецов занял третье место.
| Место | Спортсмен          | Результат |
| ----- | ------------------ | --------- |
| 1     | Фред Хансен        | 5,28 WR*  |
| 2     | [уточнить]         | 4,75      |
| 3     | Геннадий Близнецов | 4,75 NR*  |
| 4     | [уточнить]         |           |

#### Длина
| Мужчины | Мужчины           | Мужчины   | Женщины | Женщины           | Женщины   |
| Место   | Спортсмен         | Результат | Место   | Спортсменка       | Результат |
| ------- | ----------------- | --------- | ------- | ----------------- | --------- |
| 1       | Леонид Борковский | 8,03      | 1       | Татьяна Щелканова | 6,67      |
| 2       | [уточнить]        |           | 2       |                   |           |
| 3       |                   |           | 3       |                   |           |
| 4       |                   |           | 4       |                   |           |

#### Тройной
| Место | Спортсмен  | Результат |
| ----- | ---------- | --------- |
| 1     | Айра Девис | 16,43     |
| 2     |            |           |
| 3     |            |           |
| 4     |            |           |

#### Ядро
| Мужчины     | Мужчины        | Мужчины   | Женщины | Женщины      | Женщины   |
| Место       | Спортсмен      | Результат | Место   | Спортсменка  | Результат |
| ----------- | -------------- | --------- | ------- | ------------ | --------- |
| 1           | Даллас Лонг    | 20,68 WR* | 1       | Тамара Пресс | 18,11     |
| 2[уточнить] | Виктор Липснис | 19,35 NR* | 2       |              |           |
| 3           |                |           | 3       |              |           |
| 4           |                |           | 4       |              |           |

#### Диск
| Мужчины | Мужчины   | Мужчины   | Женщины | Женщины      | Женщины   |
| Место   | Спортсмен | Результат | Место   | Спортсменка  | Результат |
| ------- | --------- | --------- | ------- | ------------ | --------- |
| 1       | Эл Ортер  | 61,10     | 1       | Тамара Пресс | 55,80     |
| 2       |           |           | 2       |              |           |
| 3       |           |           | 3       |              |           |
| 4       |           |           | 4       |              |           |

#### Молот
| Место | Спортсмен     | Результат |
| ----- | ------------- | --------- |
| 1     | Ромуальд Клим | 68,81     |
| 2     |               |           |
| 3     |               |           |
| 4     |               |           |

#### Копьё
| Мужчины | Мужчины    | Мужчины   | Женщины | Женщины         | Женщины   |
| Место   | Спортсмен  | Результат | Место   | Спортсменка     | Результат |
| ------- | ---------- | --------- | ------- | --------------- | --------- |
| 1       | Янис Лусис | 82,55     | 1       | Эльвира Озолина | 55,05     |
| 2       |            |           | 2       |                 |           |
| 3       |            |           | 3       |                 |           |
| 4       |            |           | 4       |                 |           |

#### Десятиборье
| Место | Спортсмен        | Результат |
| ----- | ---------------- | --------- |
| 1     | Василий Кузнецов | 7842      |
| 2     |                  |           |
| 3     |                  |           |
| 4     |                  |           |